# Grabstein für Johann von Stauff zu Ehrenfels

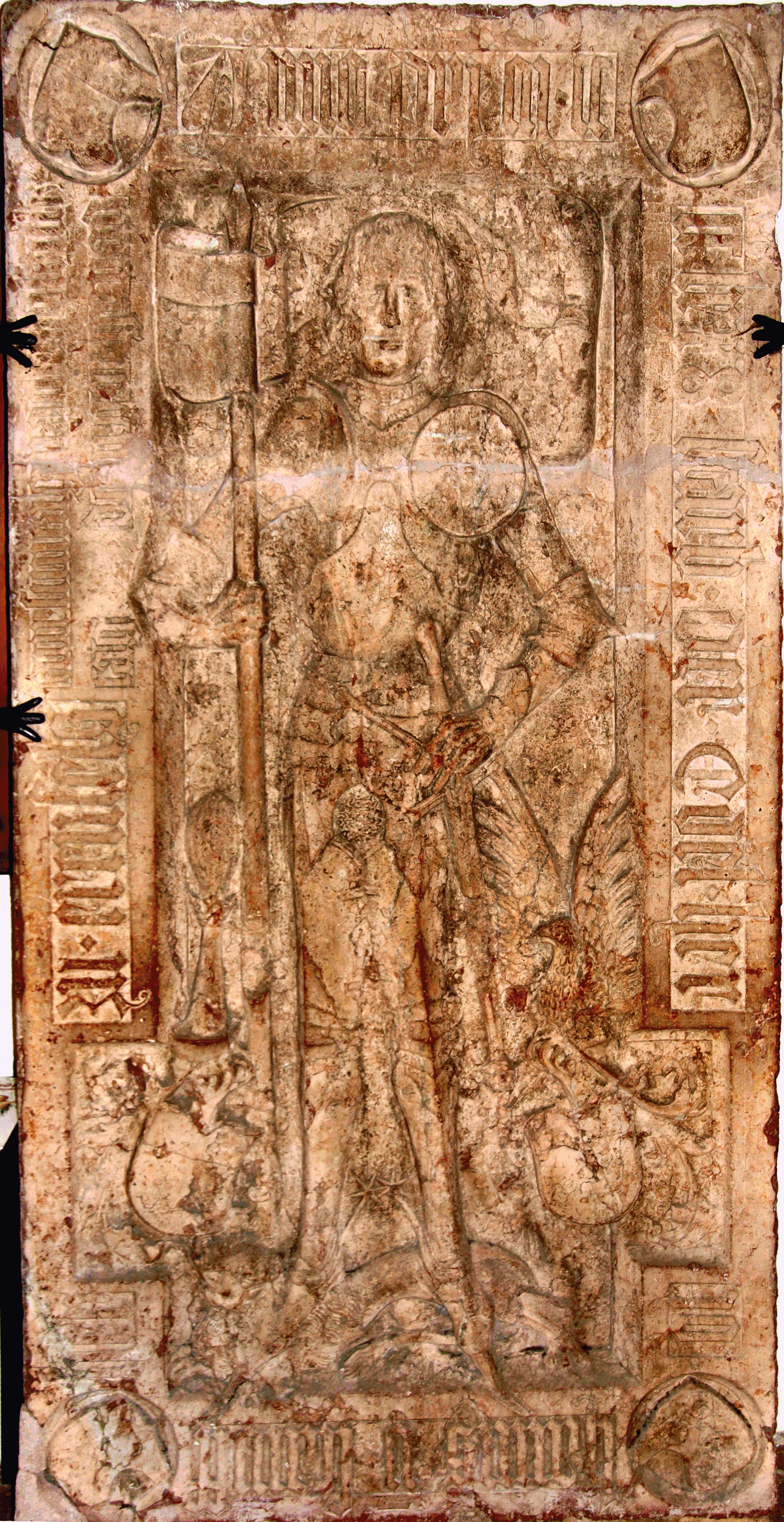
Der Grabstein im Jahr 2014

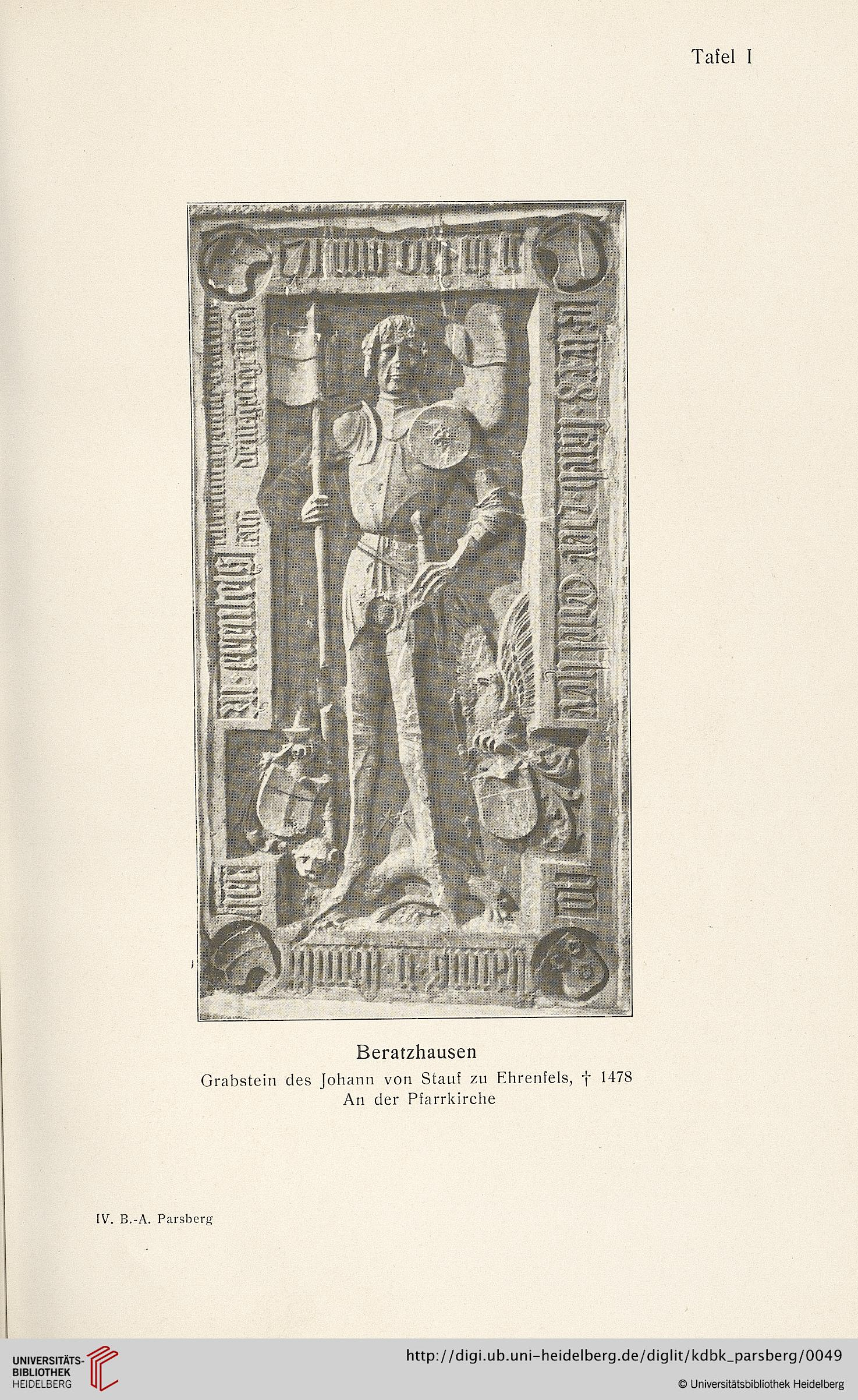
Der Grabstein um 1906 (Foto aus Die Kunstdenkmäler des Königreichs Bayern)

Der Grabstein für Johann von Stauff zu Ehrenfels († 1478) in der Pfarrkirche St. Peter und Paul in Beratzhausen, einer Marktgemeinde im Oberpfälzer Landkreis Regensburg in Bayern, wurde um 1478 geschaffen. Der Grabstein ist als Teil der Kirchenausstattung ein geschütztes Baudenkmal.
Der 2,23 Meter hohe und 1,17 Meter breite Grabstein aus rotem Marmor, heute an der Westinnenwand der Kirche, zeigt als Hochrelief den Verstorbenen Johann von Stauff zu Ehrenfels aus der Familie Stauffer zu Ehrenfels  in spätgotischer Plattenrüstung auf einem Löwen stehend. An den Ecken sind die Ahnenwappen angebracht.
Die Umschrift in gotischen Minuskeln lautet: „Anno dnj mcccclxx8 starb der Edel herr johanns v stawff her zu erenfels am suntag nach s. vlrichs tag dem got genad“.